# Diana Körner
Diana Körner (Wolmirsleben, 24 settembre 1944) è un'attrice tedesca, attiva in campo cinematografico, teatrale e - soprattutto - televisivo.

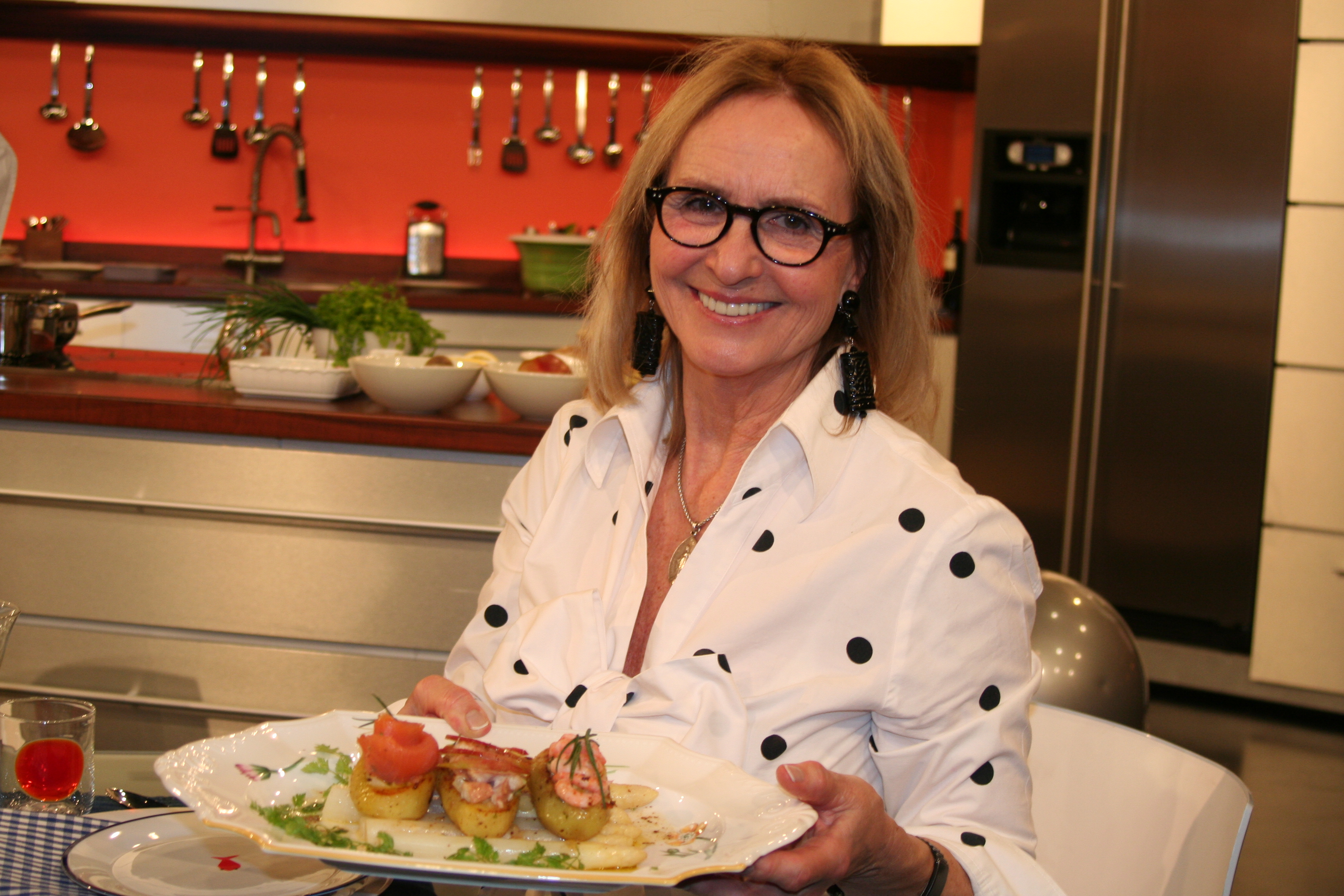
Diana Körner nel programma televisivo Lafer! Lichter! Lecker! (2010)

Complessivamente, tra cinema e televisione, ha partecipato - a partire dalla seconda metà degli anni sessanta - ad una novantina di differenti produzioni.
Tra i suoi ruoli principali, figurano, tra gli altri, quello di Hedda Althofer nella serie televisiva Samt und Seide (2000-2005) e quello di Annegret Richter nella serie televisiva La casa del guardaboschi (Forsthaus Falkenau, 2000-2006).
È inoltre un volto noto al pubblico televisivo per essere apparsa in vari episodi di serie televisive quali Tatort, L'ispettore Derrick e Il commissario Köster/Il commissario Kress (Der Alte).
È madre dell'attrice Lara-Joy Körner ed è stata moglie del pilota Hubert Hahne e dell'attore Werner Kreindl.
In alcune produzioni è apparsa con il nome di Diana Cornell.

## Biografia
Diana Körner si è formata alla Scuola di recitazione di Bochum. Successivamente è stata impegnata al Theater Oberhausen nel 1964/65. Dal 1966 al 1969 è stata membro dell'ensemble del Teatro di Stato di Berlino. Successivamente ha fatto apparizioni come attrice freelance in numerosi palcoscenici teatrali, tra cui il Schauspielhaus Hamburg nel 1979 e al Festival di Würzburg dal 1981 al 1983. Ha recitato anche in film e soprattutto in numerose produzioni televisive, ad es. nella serie televisiva Liebling Kreuzberg, in cui interpreta il procuratore Rosemarie Monk e l'amica dell'avvocato Robert Liebling (Manfred Krug) (stagioni 2-4 e un episodio della quarta stagione).
Dal 1970 Diana Körner è stata sposata per alcuni anni con il pilota automobilistico Hubert Hahne. Come sorta di regalo di nozze, fece convertire dodici auto BMW Serie 02 con attrezzature speciali e ognuna verniciata di un colore diverso. Oggi, la 02 Diana è considerata un esempio estremamente raro della serie di auto popolari come auto d'epoca. 
Nel 1975, Diana Körner è apparsa nuda nel numero di marzo di Playboy tedesco.
Dalla sua relazione con l'agente di cambio Michael Büchter è nata Lara-Joy Körner nel 1978, anch'essa attrice come sua madre e sua sorella. Nel 1999, madre e figlia hanno condiviso il palcoscenico nella rappresentazione di Stella di Goethe al Landestheater Dinkelsbuehl. Hanno fatto la loro prima apparizione cinematografica insieme in Hotel Mama.
Nel 1980, Körner ha sposato l'attore Werner Kreindl, con il quale ha vissuto fino alla sua morte nel giugno 1992. La loro figlia, che lavora anch'essa come attrice, è nata nel 1982. 
Dal 1996 fino alla sua morte nel 2016, Körner ha avuto una relazione con il produttore cinematografico Erich Müller. Vive a Monaco di Baviera.

## Filmografia parziale

### Cinema
- L'artiglio blu (Die blaue Hand), regia di Alfred Vohrer (1967)
- Alle sette del mattino il mondo è ancora in ordine (Morgens um Sieben ist die Welt noch in Ordnung), regia di Kurt Hoffmann (1968)
- Auf der Reeperbahn nachts um halb eins, regia di Rolf Olsen (1969)
- Wenn süß das Mondlicht auf den Hügeln schläft, regia di Wolfgang Liebeneiner (1969)
- Love story a Bangkok (Wenn du bei mir bist), regia di Franz Josef Gottlieb (1970)
- Rote Sonne, regia di Rudolf Thome (1970)
- Komm in die Wanne, Schätzchen, regia di Michael Geimer-Gründgens (1971)
- Was wissen Sie von Titipu?, regia di Wolfgang F. Henschel (1972)
- Das fliegende Klassenzimmer, regia di Werner Jacobs (1973)
- Barry Lyndon, regia di Stanley Kubrick (1975)
- Massacro a Condor Pass (Potato Fritz), regia di Peter Schamoni (1976)
- Orchideen des Wahnsinns, regia di Nikolai Müllerschön (1986)
- Neuner, regia di Werner Masten (1990)
- Moving, regia di Liliane Targownik (1991)

### Televisione
- In aller Stille, regia di Thomas Fantl – film TV (1967)
- Das ausgefüllte Leben des Alexander Dubronski, regia di Thomas Fantl – film TV (1967)
- Wind in den Zweigen des Sassafras, regia di Friedrich W. Bauschulte – film TV (1968)
- Mister Barnett, regia di Wolfgang Liebeneiner – film TV (1969)
- Der Vetter Basilio, regia di Wilhelm Semmelroth – film TV (1969)
- Meine Tochter - Unser Fräulein Doktor – serie TV, 13 episodi (1970)
- Ein Mädchen für alles, regia di Wolfgang Liebeneiner – film TV (1970)
- Eine konsequente Frau, regia di Wolfgang Liebeneiner – film TV (1971)
- Die sieben Ohrfeigen, regia di Wolfgang Liebeneiner – film TV (1971)
- Der Kommissar – serie TV, episodio 3x07 (1971)
- Schicht in Weiß – serie TV, 11 episodi (1976)
- Il commissario Köster (Der Alte) – serie TV, 1 episodio (1978)
- St. Pauli-Landungsbrücken – serie TV, 1 episodio (1979)
- Il commissario Köster (Der Alte) – serie TV, 1 episodio (1978)
- Tatort – serie TV, 1 episodio (1980)
- L'ispettore Derrick – serie TV, 1 episodio, regia di Helmuth Ashley (1980)
- Der Fuchs von Övelgönne – serie TV, 13 episodi (1981)
- Tatort – serie TV, 1 episodio (1982)
- L'ispettore Derrick – serie TV, 1 episodio, regia di Günter Gräwert (1982)
- Kontakt bitte... – serie TV (1983)
- Il commissario Köster (Der Alte) – serie TV, 1 episodio (1984)
- Soko 5113 – serie TV, 5 episodi (1984-1992)
- Il commissario Köster (Der Alte) – serie TV, 1 episodio (1985)
- Bas-Boris Bode - Der Junge, den es zweimal gab – serie TV, 6 episodi (1985)
- Detektivbüro Roth – serie TV, 1 episodio (1986)
- Faber l'investigatore (Der Fahnder) – serie TV, 1 episodio (1986)
- L'ispettore Derrick – serie TV, 1 episodio, regia di Wolfgang Becker (1986)
- Liebling Kreuzberg – serie TV, 18 episodi (1988-1994)
- Tatort – serie TV, 1 episodio (1989)
- Tatort – serie TV, 1 episodio (1989)
- Lauter nette Nachbarn – serie TV (1990)
- Un dottore tra le nuvole (Der Bergdoktor) – serie TV, 1 episodio (1991)
- L'ispettore Derrick – serie TV, 1 episodio, regia di Theodor Grädler (1993)
- Nicht von schlechten Eltern – serie TV, 11 episodi (1993-1995)
- Il commissario Kress (Der Alte) – serie TV, 1 episodio (1994)
- Lutz & Hardy – serie TV, 1 episodio (1994)
- Hotel Mama – film TV (1995)
- Tresko - Der Maulwurf – film TV (1996)
- Sylter Geschichten – serie TV, 1 episodio (1996)
- Rosamunde Pilcher – Schneesturm im Frühling - film TV (1996)
- L'ispettore Derrick – serie TV, 1 episodio, regia di Jürgen Goslar (1996)
- Der Bulle von Tölz – serie TV, 14 episodi (1996-2002)
- Tatort – serie TV, 1 episodio (1997)
- Hotel Mama - Die Rückkehr der Kinder – film TV (1997)
- Zerschmetterte Träume - Eine Liebe in Fesseln – film TV (1998)
- Hotel Mama - Mama auf der Flucht – film TV (1999)
- Samt und Seide – serie TV, 100 episodi (2000-2005)
- La casa del guardaboschi (Forsthaus Falkenau) – serie TV, 19 episodi (2000-2006)
- Für alle Fälle Stefanie – serie TV, 1 episodio (2001)
- Rosamunde Pilcher - Kinder des Glücks – film TV (2002)
- Die Rosenheim-Cops – serie TV, 1 episodio (2003)
- In aller Freundschaft – serie TV, 1 episodio (2004)
- La nostra amica Robbie (Hallo Robbie!) – serie TV, 1 episodio (2005)
- Amiche nemiche (Freundschaft mit Herz) – serie TV, 4 episodi (2005-2007)
- Familie Dr. Kleist – serie TV, 1 episodio (2006)
- Rosamunde Pilcher - Flügel der Hoffnung – film TV (2007)
- Rosamunde Pilcher - Sieg der Liebe – film TV (2007)
- La clinica tra i monti: I sentimenti del cuore (Die Alpenklinik - Eine Frage des Herzens) – film TV (2007)
- Tempi moderni (Schöne Aussicht) – film TV (2007)
- Inga Lindström - La festa di Hanna (Inga Lindström - Hannas Fest) – film TV (2008) - Hanna
- Alle Zeit der Welt – film TV (2011)
- Seerosensommer – film TV (2011)
- Rosamunde Pilcher - Ungezügelt ins Glück – film TV (2012)
- WaPo Bodensee – serie TV, 26+ episodi (2017-...)
- Bettys Diagnose – serie TV, 1 episodio (2019)
- La nave dei sogni - Viaggio di nozze – serie TV (2019)
- Tempesta d'amore (Sturm der Liebe) – serial TV, 6 puntate (2021)